# 4-я Македонская ударная бригада
4-я Македонская ударная бригада (сербохорв. Cetvrta makedonska udarna brigada / Четврта македонска ударна бригада, макед. Четврта македонска ударна бригада) — воинское формирование Народно-освободительной армии Югославии, участвовавшее в сражениях Народно-освободительной войны Югославии на территории Вардарской Македонии. Состояла из македонцев и болгарских антифашистов.

## История
Создана 24 июля 1944 в местечке Лисец на горе Плачковица. Собрана из Гевгелийско-Струмишского (позднее Плачковского) партизанского отряда и частей 2-й и 3-й Македонских ударных бригад. Первым командиром бригады стал Васко Карангелевски, хотя он де-юре был заместителем командира.
14 августа бригада приняла боевое крещение в боях с болгарской армией за село Митрашинцы. 16 августа она вступила в бой на горе Плачковице, 23 августа за Берово, а 30 августа атаковала Виницу. 9 сентября, после государственного переворота в Болгарии, бригаде удалось освободить от немцев город Струмица. 17 сентября бригада вошла в состав 50-й Македонской дивизии, которая вела бои с немцами за Струмицу, Нову-Махалу, Амзали и дорогу из Струмицы в Берово. 13 октября бригада освободила Берово, 7 ноября взяла Валандово, Удово и Дойран.

## Выдающиеся бойцы
- Никола Груев — командир[4] (с 3 октября 1944)
- Борис Милевский — командир (с 24 июля по 3 октября 1944)
- Васко Карангелевский — заместитель командира (с 24 июля по 17 сентября 1944)
- Димитр «Аргир» Шутаревский — заместитель командира (с 17 сентября по 17 октября 1944)
- Саво «Петралички» Якимов — заместитель командира (с 17 октября 1944)
- Кирил «Груица» Михайловский — политрук (с 24 июля по 17 сентября 1944)
- Раде «Црноречки» Гогов — политрук (с 17 сентября по 17 октября 1944); заместитель политрука (с 24 июля по 17 сентября 1944)
- Момчило Митревский — политрук (с 17 октября 1944)
- Драган «Лефтер» Зафировский — заместитель политрука (с 17 сентября 1944)
- Ката Лахтова — политрук батальона
- Ацо Караманов
- Мито Димитриевский — начальник штаба (с 17 октября 1944)
- Александар Минчев — начальник штаба (с 17 сентября по 17 октября 1944)